# Gamma Circini
Gamma Circini(γ Circini, förkortat, Gamma Cir, γ Cir), som är stjärnans Bayer-beteckning, är en dubbelstjärna med en kombinerad skenbar magnitud av 4,51 i Cirkelpassarens stjärnbild. Baserat på parallaxmätning inom Hipparcosuppdraget på ca 7,3 mas, beräknas den befinna sig på ett avstånd på ca 450 ljusår (ca 140 parsek) från solen.

## Egenskaper
Primärstjärnan Gamma Circini A är en blå till vit stjärna i huvudserien av spektralklass B3/4 Va. Den har en massa som är ca 6 gånger större än solens massa, en radie som är ca 8,5 gånger större än solens och utsänder från dess fotosfär ca 248 gånger mera energi än solen vid en effektiv temperatur av ca 15 100 K.
Gamma Circini är ett mångstjärnesystem med en eruptiv variabel av Gamma Cassiopeiae-typ. Stjärnan har en visuell magnitud som varierar 4,43-4,52 utan påvisbar periodicitet.
Följeslagaren, Gamma Circini B, är en stjärna av spektralklass F8 V. med en effektiv temperatur på 4 786 K.